# Slava (schip, 1905)
De Slava (Russisch: Слава) was een pre-dreadnought slagschip van de Russische Keizerlijke Marine. Het was de laatste van de vijf slagschepen van de Borodinoklasse. Het kwam te laat gereed om deel te nemen aan de Slag bij Tsushima tijdens de Russisch-Japanse Oorlog (1904-1905). Drie van de vier zusterschepen zonken tijdens deze slag en een werd veroverd door de Japanse Keizerlijke Marine. De Slava was het grootste schip van de Russische vloot dat tijdens de Eerste Wereldoorlog ten onder ging.
Tijdens een oefenreis in de Middellandse Zee in 1908 verleende het hulp aan de bevolking van Messina dat was getroffen door een zware aardbeving. Twee jaar later kreeg het een ernstig ongeval aan een van de stoomketels. In Toulon werd het schip hersteld en de reparaties namen bijna een jaar in beslag. Bij haar terugkeer in Kronstadt werd ze ontheven van haar trainingsopdracht en overgeplaatst naar de Baltische vloot.
In de Eerste Wereldoorlog was het actief in de Oostzee. Het kwam tijdens de oorlog  diverse malen in actie om Duitse troepen op het land te bestoken en om strijd te leveren met Duitse oorlogsschepen van de Hochseeflotte. In augustus 1915 nam het deel in de slag om de toegang tot de Golf van Riga.
Tijdens Operatie Albion in oktober 1917 werd de Slava zwaar beschadigd door de Duitse dreadnought SMS König. Het kreeg een lek en door het instromende water kwam ze dieper te liggen. De bemanning zette het schip vast op een ondiepte bij het eiland Muhu. Torpedojagers evacueerden de bemanning voordat de achterste geschutstoren met 305 mm kanonnen explodeerde. Het schip raakte zwaar beschadigd maar desondanks kregen drie Russische torpedojagers de taak haar te torpederen. Slechts een van hun zes torpedo’s werkte. Op 29 mei 1918 werd ze officieel door de Sovjets van de marinelijst geschrapt en medio dertiger jaren werd ze door Estland gesloopt.

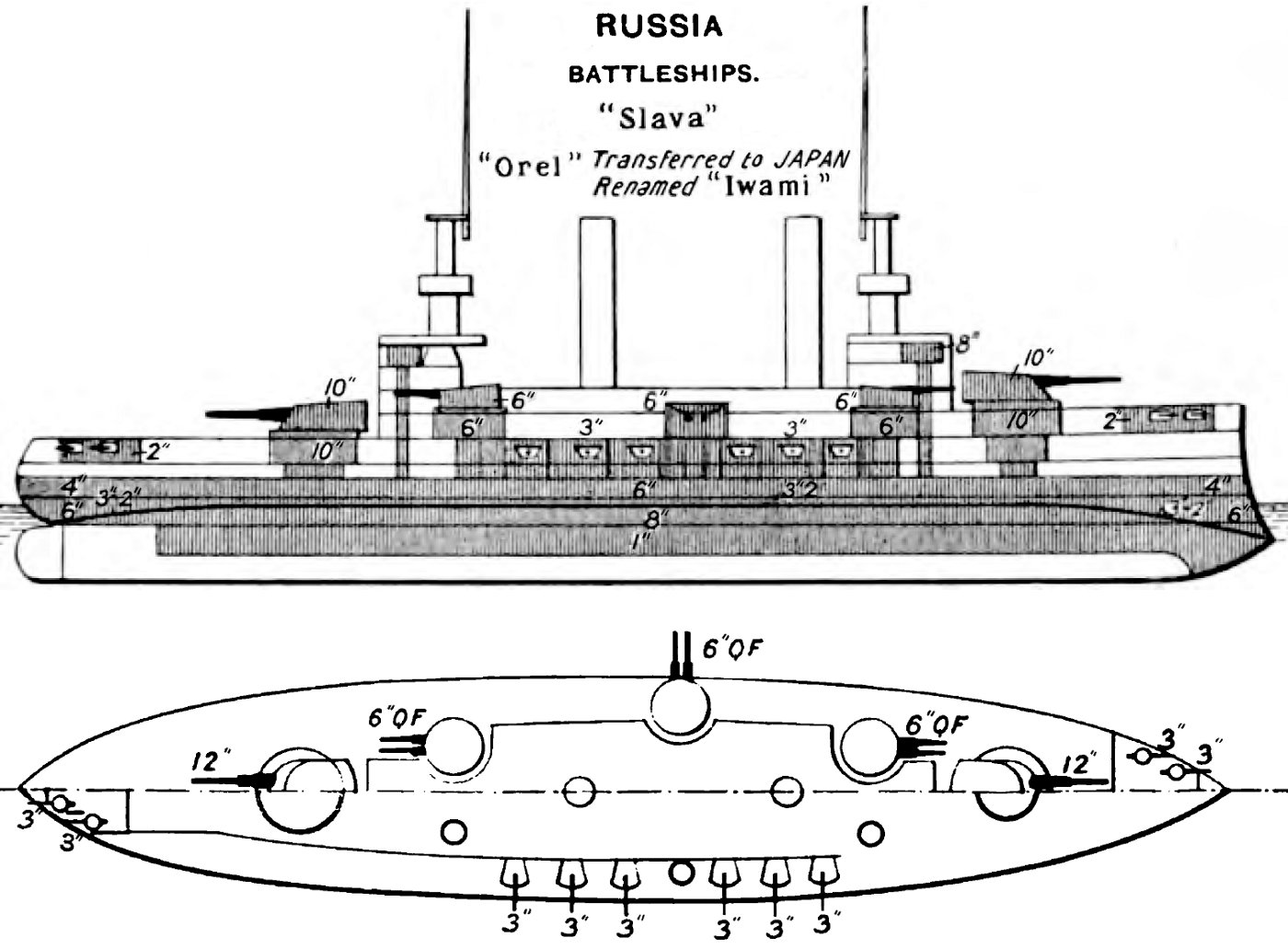
Tekening van de Borodinoklasse
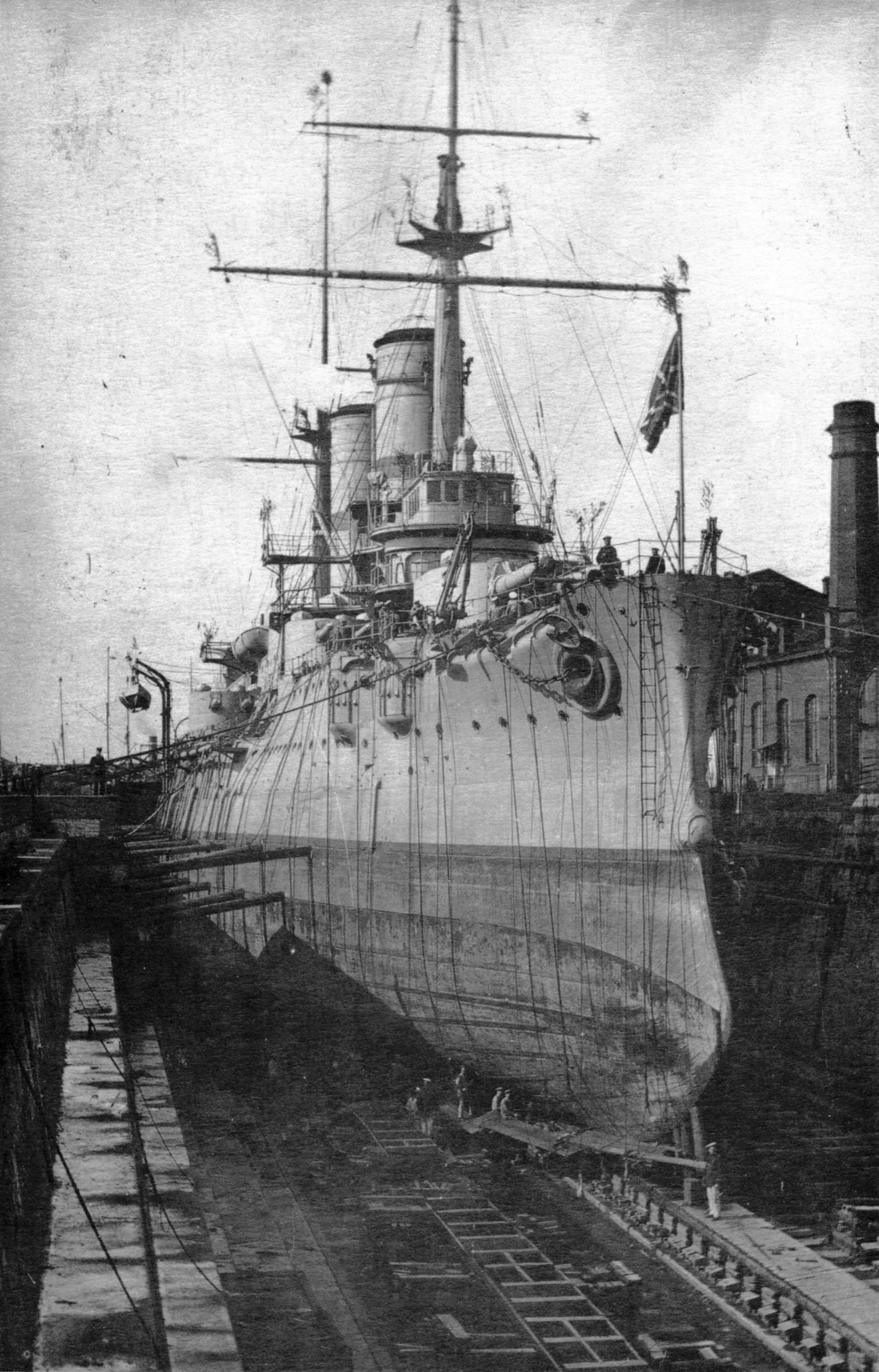
De Slava in een droogdok
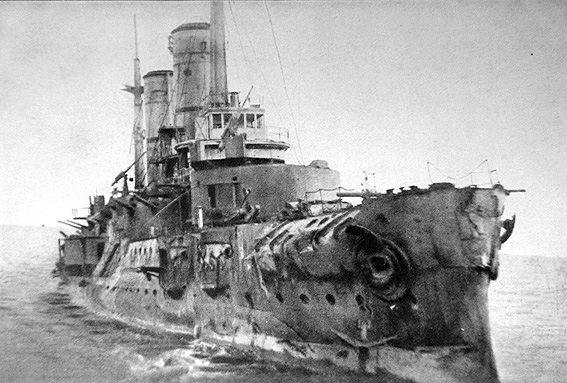
De Slava na operatie Albion